# Bleptina aemula
Bleptina aemula là một loài bướm đêm trong họ Noctuidae.